# Голяшево
Голяшево — деревня в Ленском районе Архангельской области. Входит в состав Козьминского сельского поселения.

## География
Находится в юго-восточной части Архангельской области у южной окраины административного центра поселения села Козьмино на правобережье Вычегды.

## История
В 1859 году здесь (деревня Яренского уезда Вологодской губернии) было учтено 5 дворов.

## Население
Численность населения: 29 человек (1859 год), 15 (русские 100 %) в 2002 году, 7 в 2010.